# Wainwright (Berg)
Als Wainwright werden Berge (Fells) im nordenglischen Nationalpark Lake District bezeichnet, die in dem siebenbändigen Werk Pictorial Guide to the Lakeland Fells des Autors und Illustrators Alfred Wainwright erwähnt werden. Insgesamt sind 214 Berge beschrieben. Es gibt keine Beschränkung nach Höhe, Lage oder topografischer Besonderheiten, sondern es ist eine Einteilung aus der persönlichen Sichtweise des Autors.
Um sie zu klassifizieren, wurden sie ähnlich anderen Zusammenstellungen von Bergen im Laufe der Zeit durch die Fellwalker (Bergwanderer) in Großbritannien allgemein als The Wainwrights bezeichnet.
Eine weitere Liste von 102 Hügeln geht aus dem später veröffentlichten Buch The Outlying Fells of Lakeland hervor. Diese außerhalb liegenden Fells werden jedoch allgemein nicht zu den Wainwrights gezählt.
Im Juni 2019 stellte Paul Tierney einen neuen Rekord im Berglauf über alle Wainwrights auf, als er die 512 km lange Gesamtstrecke mit 36.000 Höhenmetern, die über alle Berge führt, in sechs Tagen und 6 Stunden und 5 min bewältigte. Er unterbot damit den alten Rekord aus dem Jahr 2014 von Steve Birkinshaw, der sechs Tage, 13 Stunden und eine Minuten für den Lauf benötigte. In Großbritannien zählt das „Sammeln“ der Wainwrights und anderer klassifizierter Berge als skurrile Freizeitbeschäftigung (sog. „Peak Bagging“) für Wanderer.

## Band 1: The Eastern Fells

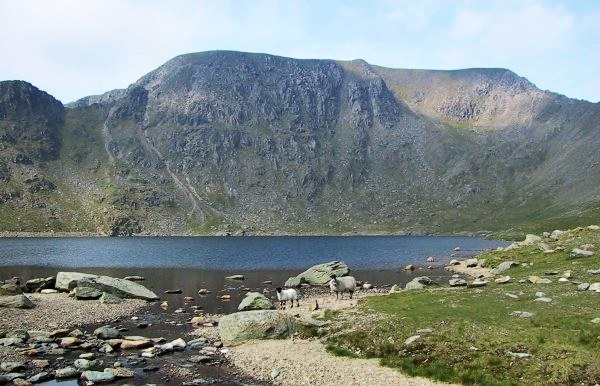
Helvellyn

| 1. Helvellyn 2. Nethermost Pike 3. Catstye Cam 4. Raise 5. Fairfield 6. White Side 7. Dollywagon Pike 8. Great Dodd 9. Stybarrow Dodd 10. St Sunday Crag 11. Hart Crag 12. Dove Crag 13. Watson's Dodd 14. Red Screes 15. Great Rigg 16. Hart Side 17. Seat Sandal 18. Clough Head | 1. Birkhouse Moor 2. Sheffield Pike 3. High Pike 4. Middle Dodd 5. Little Hart Crag 6. Birks 7. Heron Pike 8. Hartsop above How 9. Great Mell Fell 10. High Hartsop Dodd 11. Little Mell Fell 12. Low Pike 13. Stone Arthur 14. Gowbarrow Fell 15. Nab Scar 16. Glenridding Dodd 17. Arnison Crag |

## Band 2: The Far Eastern Fells

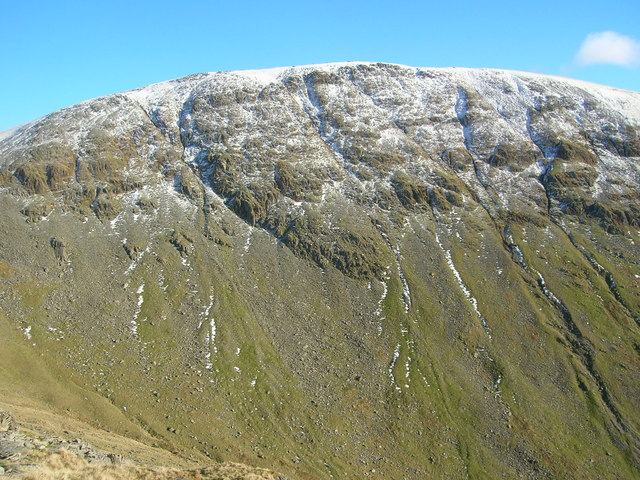
Thornthwaite Crag

| 1. High Street 2. High Raise 3. Rampsgill Head 4. Thornthwaite Crag 5. Kidsty Pike 6. Harter Fell 7. Caudale Moor 8. Mardale Ill Bell 9. Ill Bell 10. The Knott 11. Kentmere Pike 12. Froswick 13. Branstree 14. Yoke 15. Gray Crag 16. Rest Dodd 17. Wether Hill 18. Loadpot Hill | 1. Tarn Crag 2. Place Fell 3. Selside Pike 4. Grey Crag 5. Hartsop Dodd 6. Shipman Knotts 7. The Nab 8. Angletarn Pikes 9. Brock Crags 10. Arthur's Pike 11. Bonscale Pike 12. Sallows 13. Beda Fell 14. Wansfell 15. Sour Howes 16. Steel Knotts 17. Hallin Fell 18. Troutbeck Tongue |

## Band 3: The Central Fells

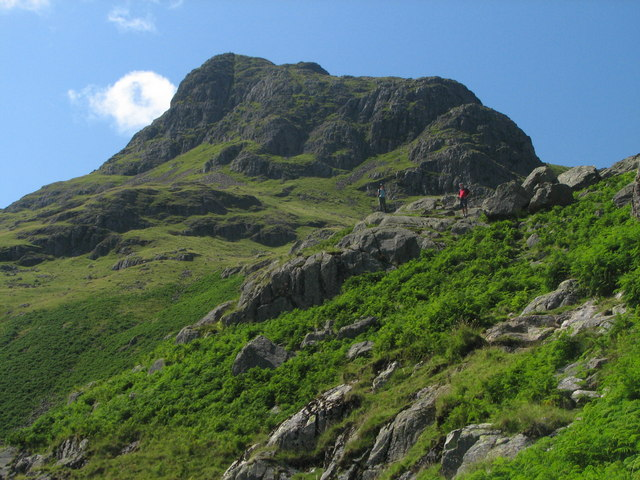
Harrison Stickle

| 1. High Raise 2. Sergeant Man 3. Harrison Stickle 4. Ullscarf 5. Thunacar Knott 6. Pike of Stickle 7. Pavey Ark 8. Loft Crag 9. High Seat 10. Bleaberry Fell 11. Sergeant's Crag 12. Steel Fell 13. Tarn Crag 14. Blea Rigg | 1. Calf Crag 2. High Tove 3. Eagle Crag 4. Armboth Fell 5. Raven Crag 6. Great Crag 7. Gibson Knott 8. Grange Fell 9. Helm Crag 10. Silver How 11. Walla Crag 12. High Rigg 13. Loughrigg Fell |

## Band 4: The Southern Fells

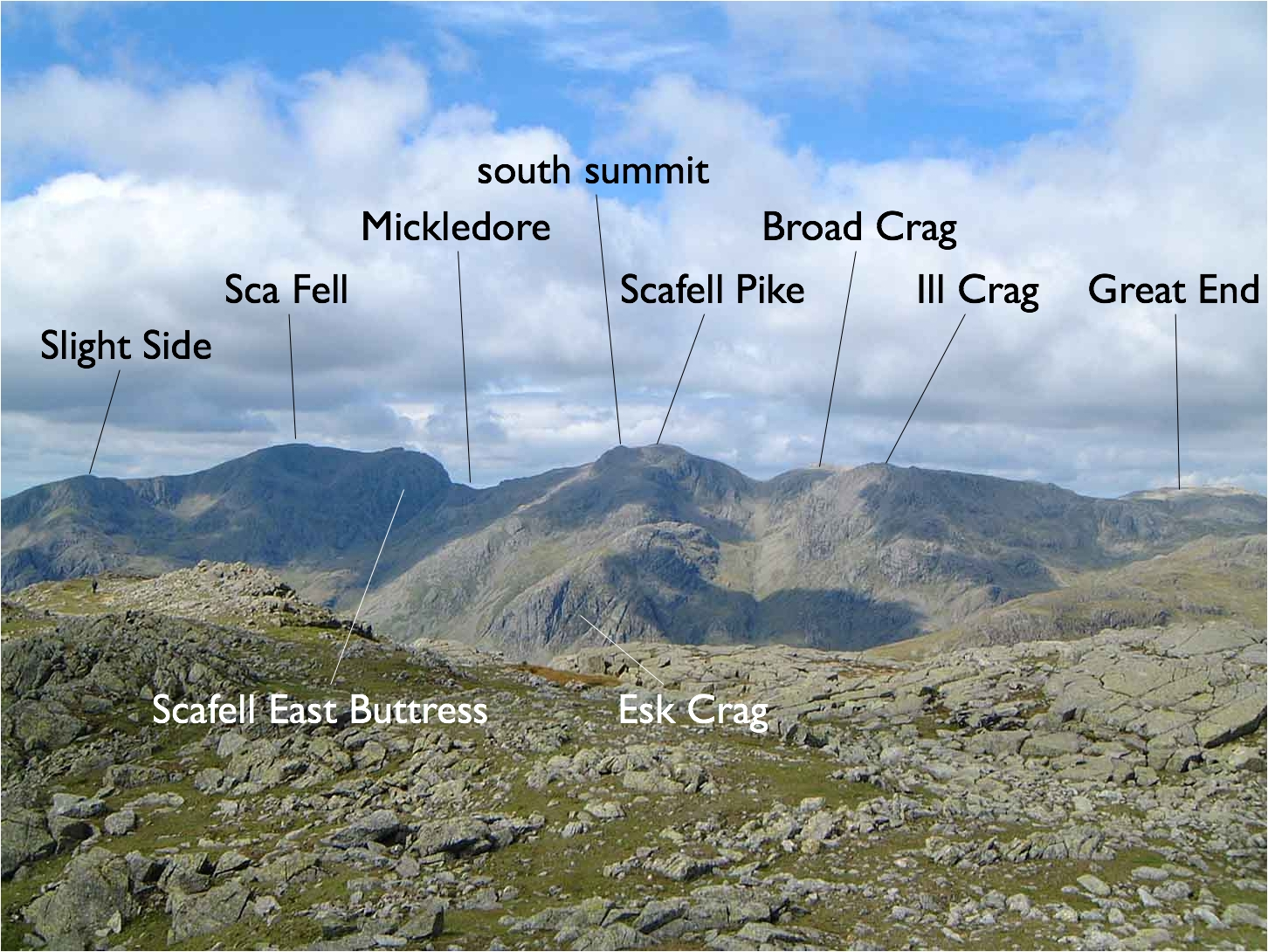
Scafellkette

| 1. Scafell Pike 2. Sca Fell 3. Great End 4. Bowfell 5. Esk Pike 6. Crinkle Crags 7. Lingmell 8. Coniston Old Man 9. Swirl How 10. Brim Fell 11. Great Carrs 12. Allen Crags 13. Glaramara 14. Dow Crag 15. Grey Friar | 1. Wetherlam 2. Slight Side 3. Pike o' Blisco 4. Cold Pike 5. Harter Fell 6. Rossett Pike 7. Illgill Head 8. Seathwaite Fell 9. Rosthwaite Fell 10. Hard Knott 11. Whin Rigg 12. Green Crag 13. Lingmoor Fell 14. Black Fell 15. Holme Fell |

## Band 5: The Northern Fells

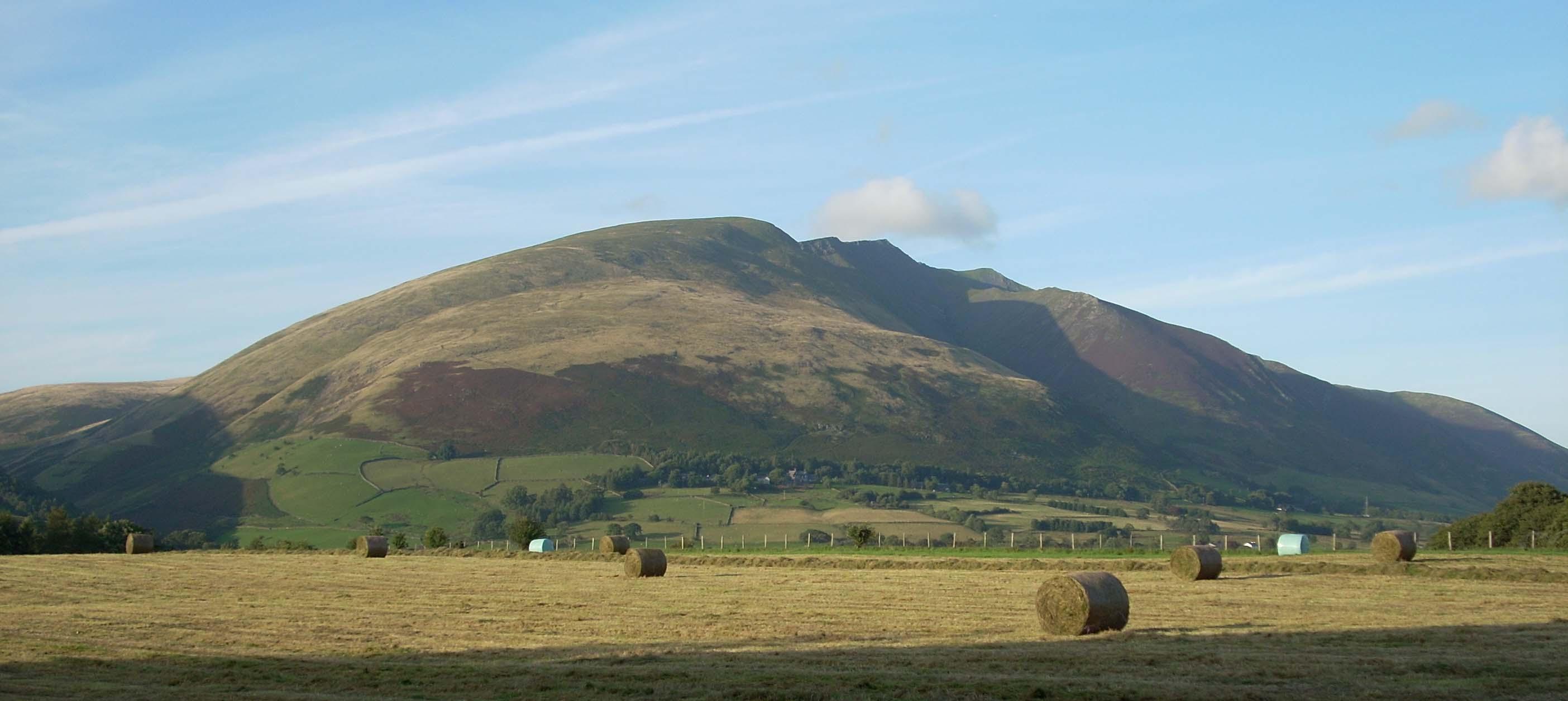
Blencathra

| 1. Skiddaw 2. Blencathra 3. Skiddaw Little Man 4. Carl Side 5. Long Side 6. Lonscale Fell 7. Knott 8. Bowscale Fell 9. Great Calva 10. Bannerdale Crags 11. Ullock Pike 12. Bakestall | 1. Carrock Fell 2. High Pike 3. Great Sca Fell 4. Mungrisdale Common 5. Brae Fell 6. Meal Fell 7. Great Cockup 8. Souther Fell 9. Dodd 10. Longlands Fell 11. Binsey 12. Latrigg |

## Band 6: The North Western Fells

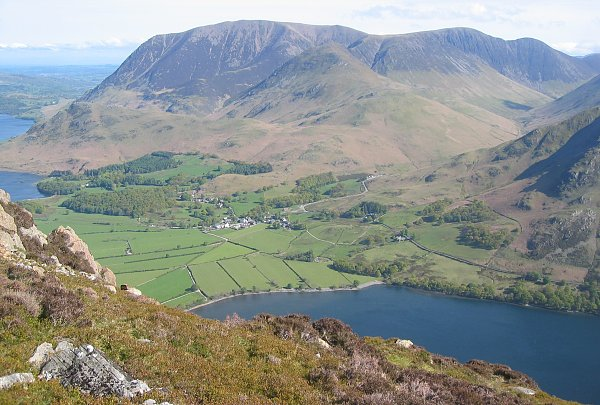
Der Grasmoor mit dem Dörfchen Buttermere und dem gleichnamigen See

| 1. Grasmoor 2. Eel Crag (Crag Hill) 3. Grisedale Pike 4. Wandope 5. Sail 6. Hopegill Head 7. Dale Head 8. Robinson 9. Hindscarth 10. Whiteside 11. Scar Crags 12. Whiteless Pike 13. High Spy 14. Causey Pike 15. Maiden Moor | 1. Outerside 2. Ard Crags 3. Lord’s Seat 4. Knott Rigg 5. Whinlatter 6. Broom Fell 7. Barf 8. Barrow 9. Catbells 10. Graystones 11. Ling Fell 12. Sale Fell 13. Rannerdale Knotts 14. Castle Crag |

## Band 7: The Western Fells

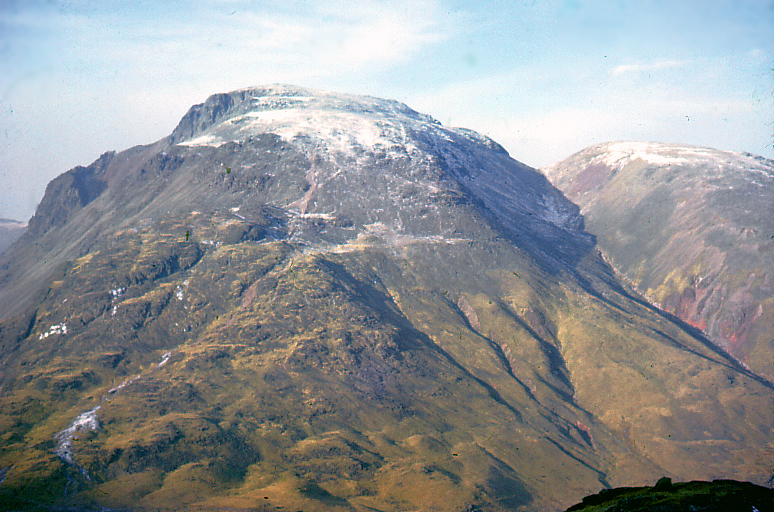
Great Gable

| 1. Great Gable 2. Pillar 3. Scoat Fell 4. Red Pike (Wasdale) 5. Steeple 6. High Stile 7. Kirk Fell 8. Haycock 9. Green Gable 10. Red Pike (Buttermere) 11. High Crag 12. Brandreth 13. Caw Fell 14. Grey Knotts 15. Seatallan 16. Fleetwith Pike 17. Base Brown | 1. Starling Dodd 2. Yewbarrow 3. Great Borne 4. Middle Fell 5. Haystacks 6. Blake Fell 7. Lank Rigg 8. Gavel Fell 9. Crag Fell 10. Mellbreak 11. Hen Comb 12. Grike 13. Burnbank Fell 14. Buckbarrow 15. Fellbarrow 16. Low Fell |

## The Outlying Fells of Lakeland
Diese Erhebungen zählen nicht zu den Wainwrights, da sie außerhalb des Lake District liegen. Sie wurden jedoch von Wainwright ebenso ausführlich beschrieben und sind daher hier aufgeführt.
| 1. Walna Scar 2. Black Combe 3. Great Yarlside 4. Howes 5. Whitfell 6. Great Saddle Crag 7. Wasdale Pike 8. Buck Barrow 9. Burn Moor 10. Kinmont Buck Barrow 11. High Wether Howe 12. White Howe 13. Caw 14. Lord’s Seat 15. Little Yarlside 16. Seat Robert 17. Capplebarrow 18. Fewling Stones 19. Sleddale Pike 20. Hare Shaw 21. Ulthwaite Rigg 22. Stainton Pike 23. High House Bank 24. Yoadcastle 25. Long Crag 26. Robin Hood 27. Nabs Moor 28. Woodend Height 29. Whatshaw Common 30. Hesk Fell 31. Stoupdale Head 32. Pikes 33. White Pike 34. Great Ladstones | 1. Brunt Knott 2. Great Worm Crag 3. Hollow Moor 4. Green Pikes 5. Harper Hills 6. Hugh's Laithes Pike 7. White Combe 8. Todd Fell 9. Langhowe Pike 10. Whiteside Pike 11. Heughscar Hill 12. Stickle Pike 13. The Pike 14. Lamb Pasture 15. Dent 16. Faulds Brow 17. Knipescar Common 18. Scalebarrow Knott 19. Boat How 20. Top O'Selside 21. Ulgraves 22. The Knott 23. Gummer's How 24. Rough Crag 25. Carron Crag 26. Ponsonby Fell 27. Seat How 28. Tarn Hill 29. Great Stickle 30. Water Crag 31. Burney 32. Cold Fell 33. Caermote Hill 34. The Knott | 1. Dunnerdale Fells 2. High Knott 3. Claife Heights 4. Flat Fell 5. Staveley Fell 6. High Light Haw 7. Hugill Fell 8. Beacon Fell 9. Reston Scarr 10. Watch Hill 11. Grandsire 12. Blawith Knott 13. Clints Crag 14. Low Light Haw 15. Latterbarrow 16. Dunmallet 17. Orrest Head 18. Newton Fell North 19. Scout Scar 20. School Knott 21. Muncaster Fell - Hooker Crag 22. Tottlebank Height 23. Irton Pike 24. Hampsfell 25. Whitbarrow - Lord’s Seat 26. Wool Knott 27. Cunswick Scar 28. Yew Bank 29. Brant Fell 30. Bigland Barrow 31. Finsthwaite Heights 32. Raven Barrow 33. Humphrey Head |